# Савина (нижний приток Енисея)
Савина — река в Таймырском Долгано-Ненецком районе Красноярского края, левый приток Енисея. Длина реки — 35 километров. Исток реки находится в восточной оконечности озера Горохово, течёт, в общем направлении на северо-восток, по изобилующей озёрами лесотундре, протекая через некоторые из них. У реки множество мелких притоков, в Государственном водном реестре перечислены три наиболее крупные, из них только один левый — Катеринина, длиной 10 км, имеет собственное название. Ближе к устью, в пойменной низменности, Савина течёт некоторое расстояние параллельно Енисею, в который впадает на расстоянии 486 км от устья.
По данным государственного водного реестра России относится к Енисейскому бассейновому округу. Код водного объекта — 17010800412116100106411.